# Jozef Tiso
Monsinjor Jozef Tiso (Vel'ka Bytča, Slovačka, 13. listopada 1887. – Bratislava, 18. travnja 1947.), bio je slovački katolički svećenik koji je od 1939. do 1945. godine bio predsjednik Slovačke Države, marionetske države Trećeg Reicha nastale pred Drugi svjetski rat.

## Životopis
Rodio se 13. listopada 1887. godine u mjestu Vel'ka Bytča (danas samo Bytča). Nakon završetka osnovne i srednje škole, polazi u sjemenište gdje se je zaredio za svećenika. Služio je na mnogim mjestima kao župnik, učio djecu, bavio se kulturnim radom. Za vrijeme Prvog svjetskog rata, bio je vojni kapetan. Nakon rata se pridružio Slovačkoj narodnoj stranci, koju je osnovao njegov otac Andrej Hlinka. Stranka je propagirala politiku "Slovačka Slovacima", a Tiso je bio vatreni pristaša i zagovornik Hlinkine ideologije. Predsjednik stranke postao je 1939. godine. Narodni sud Čehoslovačke 15. travnja 1947. godine osuđuje ga na smrt. Jozef Tiso je zbog "unutarnje izdaje, izdaje Slovačkog narodnog ustanka i suradnje s nacizmom" obješen u 59. godini.

## Drugi svjetski rat
Nakon što su Francuska i Velika Britanija Münchenskim sporazumom od 29. rujna 1939. godine podržale njemačke težnje za pripajanjem Sudeta, Tiso sa svojim pristalicama 6. listopada 1938. godine proglašava slovačku autonomiju, s Tisom kao predsjednikom vlade te autonomne jedinice. Slabe vlasti u Pragu priznaju Tisovu vlast. Slovačka potom već u studenom 1938. god. gubi svoju južnu trećinu za korist Mađarske, istodobno kada je slijedom sporazuma potpisanog na Prvoj bečkoj arbitraži 10. studenog 1938. Češka izgubila Sudete za korist Njemačke. 15. ožujka 1939. godine Njemačke trupe okupiraju čitavu Češku, dan nakon što Slovački parlament proglašava Slovačku neovisnost.
Još prije proglašenja neovisne Slovačke Jozef Tiso optužuje Židove kao krivce za gubitak slovačkih pokrajina koje je zauzela Mađarska, te preko 7 tisuća Židova deportira u Mađarsku. Kasnije će Tiso surađivati s Njemačkom koja je tražila da se slovački Židovi izruče u nacističke koncentracijske logore, ali će ipak popustiti zahtjevima Vatikana i zaustaviti 1943. godine daljnje deportacije; koje međutim ponovo započinju u listopadu 1944. godine nakon što su u Slovačku ušle njemačke vojne snage pripremajući se za borbu protiv sovjetskih snaga koje se približavaju preko Ukrajine i Mađarske. Ukupno je iz Slovačke u logore smrti poslano 58.000 slovačkih Židova, 75% od njihovog ukupnog broja. Za vlasti Jozefa Tise Židovi su istjerani iz srednjih škola i fakulteta, zabranjene su im javne dužnosti, te su u javnosti morali nositi Davidovu zvijezdu. 
Tiso pokušava spriječiti mađarsko zauzimanje slovačkih pokrajina, te izbija 11-dnevni "Mali rat" između Mađarske i Slovačke od 23. do 31. ožujka 1939. godine. U regimentama čehoslovačke vojske stacioniranima na području Slovačke bio je raspoređen tek vrlo mali broj Slovaka, te Tisu odani zapovjednici nakon odlaska Čeha - koji su u nekim slučajevima sabotirali oružje kako ne bi palo u ruke Slovacima - naprosto nisu bili u stanju u kratkom roku organizirati vojnu snagu sposobnu za ulazak u borbu s dobro ustrojenom i naoružanom mađarskom vojskom koja pod svoju kontrolu stavlja trećinu Slovačke. Ni poslije slovačka nema jaku vojsku, a većinu naoružanja čehoslovačke vojske oduzima njemački Wehrmacht.
Tiso je u Slovačkoj ukinuo demokraciju i zabranio sve stranke osim svoje Narodne stranke, Njemačke stranke i Stranke Mađara, te je političkim progonima i utamničenjima - koja su u nekim slučajevima uključivale torturu i ubojstva - izvrgnuto narednih godina oko 3.000 protivnika Hlinkinog režima. 
Nakon što u Slovačku u kolovozu 1944. god. ulaze njemačke vojne snage koje pripremaju front protiv nadiruće Crvene armije, 29. kolovoza 1944. godine započinje Slovački narodni ustanak, poduprt od strane američkih i britanskih obavještajni službi i specijalnih snaga. Njemačke snage uz pomoć Tisovih pristalica slamaju glavne ustaničke snage (borbe odnose oko 10 tisuća života), a ostatak se - kao i američki i britanski specijalci koji se bore na njihovoj strani - povlači u brda, ne dočekavši pomoć od Crvene armije koja je blizu, ali bez volje da pomogne ustanicima koji zapravo nisu komunistički nastrojeni, nego željni obnove predratne čehoslovačke demokracije.
Sovjetske snage u siječnju 1945. godine zauzimaju istok Slovačke, a do kraja ožujka zaposjedaju i njen zapadni dio.
Tisa je američka vojna policija uhitila u Bavarskoj, gdje se bio sklonio u katolički samostan. Izručen je u ponovo formiranu Čehoslovačku, gdje je potom osuđen na smrt i pogubljen vješanjem, te pokopan u tajni grob u Bratislavi. Čehoslovački predsjednik Edvard Beneš je odbio pomilovati Tisa, usprkos reakciji širokih slovačkih masa, Slovačke demokratske stranke, te protivljenju velikog dijela čehoslovačke politike.

## Vanjske poveznice
|  | Zajednički poslužitelj ima stranicu o temi Jozef Tiso |